# Большая Полья
Большая Полья (устар. Большая Поль-Я) — река в Берёзовском районе Ханты-Мансийского автономного округа. Сливаясь с Малой Польей, образует реку Полья. Длина реки — 37 км.

## Данные водного реестра
По данным государственного водного реестра России относится к Нижнеобскому бассейновому округу, водохозяйственный участок реки — Северная Сосьва, речной подбассейн реки — Северная Сосьва. Речной бассейн реки — (Нижняя) Обь от впадения Иртыша.
По данным геоинформационной системы водохозяйственного районирования территории РФ, подготовленной Федеральным агентством водных ресурсов.